# Naaldwijk (Sliedrecht)
Naaldwijk est une ancienne commune néerlandaise de la province de la Hollande-Méridionale.
Ancienne seigneurie située entre Sliedrecht et Giessendam, Naaldwijk a constitué une commune éphémère du 1er avril 1817 au 23 août 1818, date de son rattachement définitif à Sliedrecht. Historiquement, Sliedrecht était composé de trois seigneuries : Naaldwijk, Lockhorst ou Oversliedrecht, et Niemandsvriend, le plus petit des trois, entièrement enclavé dans Oversliedrecht.

## Sources
- (nl) Histoire de Sliedrecht
- (nl) Ad van der Meer et Onno Boonstra, Repertorium van Nederlandse gemeenten 1812-2006, DANS Data Guide 2, La Haye, 2006